# Šumadija broker Kragujevac
Šumadija broker Kragujevac (code BELEX : SMDJ) est une société de courtage serbe qui a son siège social à Kragujevac.

## Histoire
Šumadija broker Kragujevac a été admise au libre marché de la Bourse de Belgrade le 12 avril 2006 et en a été exclue le 9 mai 2007.

## Activités
Šumadija broker Kragujevac est un médiateur dans l'achat et la vente de titres et de valeurs mobilières ; la société propose également des services de consultant dans le domaine boursier.